# شهر ولدا (میزوری)
شهر ولدا، میزوری (به انگلیسی: Velda City, Missouri) یک شهر در ایالات متحده آمریکا است که در شهرستان سنت لوئیس، میزوری واقع شده‌است.

## خصوصیات
شهر ولدا ۰٫۴۱ کیلومترمربع مساحت و ۱٬۴۲۰ نفر جمعیت دارد و ۱۹۲ متر بالاتر از سطح دریا واقع شده‌است.